# Chapelle Saint-René de Bagneux (Hauts-de-Seine)
La chapelle Saint-René est un édifice religieux de la commune de Bagneux (Hauts-de-Seine).

## Historique
Cette chapelle est construite en 1936, par l'architecte Charles Venner, dans le cadre de l'Œuvre des Chantiers du Cardinal. Le plan en est simple, à trois vaisseaux, avec un chevet plat. La façade possède un porche en saillie et supporte le clocher.
Affectée au culte catholique, elle dépend du diocèse de Nanterre.

## Paroisse
La chapelle Saint-René est ouverte au culte catholique. Des messes y sont célébrées le dimanche et le jeudi. Elle est accessible par l'avenue Albert-Petit.